# Vera (televisieserie)
Vera is een Britse detective-politieserie gebaseerd op de boeken van de misdaadauteur Ann Cleeves. De hoofdfiguur in deze serie  is Detective Chief Inspector Vera Stanhope. Zij is obsessief over haar werk en gedreven door haar eigen demonen. Ze is eenzaam en bekijkt de wereld met bijtende humor, list en moed. In de eerste vier seizoenen wordt ze bijgestaan door haar vertrouwde en lankmoedige collega DS Joe Ashworth. In seizoen 5 werd Joe Ashworth vervangen door DS Aiden Healy, gespeeld door Kenny Doughty. Samen benaderen ze elke nieuwe zaak met ongeëvenaard enthousiasme en professionaliteit. Vera Stanhope wordt gespeeld door Brenda Blethyn. De serie wordt in het Verenigd Koninkrijk uitgezonden op ITV1 en kort daarna in België op de Vlaamse zender VRT 1. In Nederland wordt de serie Vera uitgezonden door de KRO/NCRV. Inmiddels zijn 56 afleveringen gemaakt verdeeld over 14 seizoenen. ITV1 begon eind april 2024 met de opnames voor seizoen 14, deze werd in 2025 uitgezonden en is het allerlaatste seizoen van de serie. Alle seizoenen tot en met seizoen 14 zijn te zien op NPO Start Plus.

## Hoofdrollen

### Huidige Rolverdeling
| Acteur         | Personage              | Seizoenen | aantal afleveringen |
| -------------- | ---------------------- | --------- | ------------------- |
| Brenda Blethyn | DCI Vera Stanhope      | 1 - heden | 56                  |
| Jon Morrison   | DC Kenny Lockhart      | 1 - heden | 55                  |
| Riley Jones    | DC Mark Edwards        | 1 - heden | 46                  |
| Kenny Doughty  | DS Aiden Healy         | 5 - heden | 35                  |
| Ibinabo Jack   | DC Jacqueline Williams | 8 - heden | 23                  |
| Paul Kaye      | Malcolm Donahue        | 9 - heden | 15                  |

### Rolverdeling in het verleden
| Acteur                | Personage              | Seizoenen  | aantal afleveringen |
| --------------------- | ---------------------- | ---------- | ------------------- |
| Wunmi Mosaku          | DC Holly Lawson        | 1 - 2      | 5                   |
| Paul Ritter           | dr. Billy Cartwright   | 1 - 3      | 12                  |
| Mia Wyles             | Jessie Ashworth        | 1 - 3      | 4                   |
| David Leon            | DS Joe Ashworth        | 1 - 4      | 16                  |
| David Leon            | DI Joe Asworth         | 13 - 14    | 5                   |
| Sonya Cassidy         | Celine Ashworth        | 2 - 4      | 8                   |
| Tom Hutch             | DC John Warren         | 2 - 4      | 12                  |
| Clare Calbraith       | DC Rebecca Shepherd    | 2 - 4      | 7                   |
| Cush Jumbo            | DC Bethany Whelan      | 2 - 6      | 7                   |
| Kingsley Ben-Adir     | dr. Marcus Summer      | 4 - 8      | 18                  |
| Lisa Hammond          | Helen Milton           | 5 - 7      | 8                   |
| Noof McEwan           | DC Hicham Cherradi     | 6 - 7      | 6                   |
| Christopher Colquhoun | dr. Anthony Carmichael | 7          | 4                   |
| Paul Kaye             | dr. Malcolm Donahue    | 10 - 12    | 15                  |
| Sarah Kameela Impey   | dr. Paula Bennett      | 12 - heden | 7                   |

## Afleveringen
| Seizoen | Datum eerste aflevering | Datum laatste aflevering | Aantal afleveringen |
| ------- | ----------------------- | ------------------------ | ------------------- |
| 1       | 1 mei 2011              | 22 mei 2011              | 4                   |
| 2       | 22 april 2012           | 3 juni 2012              | 4                   |
| 3       | 25 augustus 2013        | 15 september 2013        | 4                   |
| 4       | 27 april 2014           | 18 mei 2014              | 4                   |
| 5       | 5 april 2015            | 26 april 2015            | 4                   |
| 6       | 31 januari 2016         | 21 februari 2016         | 4                   |
| 7       | 19 maart 2017           | 9 april 2017             | 4                   |
| 8       | 7 januari 2018          | 28 januari 2018          | 4                   |
| 9       | 13 januari 2019         | 3 februari 2019          | 4                   |
| 10      | 12 januari 2020         | 2 februari 2020          | 4                   |
| 11      | 29 augustus 2021        | 22 januari 2023          | 6                   |
| 12      | 29 januari 2023         | 19 februari 2023         | 4                   |
| 12      | 26 december 2023        | Kerstspecial             | 1                   |
| 13      | 7 januari 2024          | 21 januari 2024          | 3                   |
| 14      | 1 januari 2025          | 2 januari 2025           | 2                   |

## Locaties
De televisieserie is opgenomen in: 
- Newcastle upon Tyne
- Northumberland
- Seaham
- City of Sunderland
- Durham
- Hartlepool